# تاناكا غيتشي
تاناكا غيتشي (باليابانية: 田中 義一 تاناكا غيتشي) (22 يونيو 1864 - 29 سبتمبر 1929) كان جنرال في الجيش الإمبراطوري الياباني وسياسي ياباني شغل منصب رئيس الوزراء الياباني السادس والعشرون.

## روابط خارجية
- تاناكا غيتشي على موقع الموسوعة البريطانية (الإنجليزية)